# Rolepa fiachna
Rolepa fiachna är en fjärilsart som beskrevs av William Schaus 1927. Rolepa fiachna ingår i släktet Rolepa och familjen silkesspinnare. Inga underarter finns listade.